# Alfabeto mongolo latino
L'alfabeto mongolo latino fu adottato ufficialmente in Mongolia il 1º febbraio 1941. Solamente due mesi dopo, il 25 marzo la decisione fu revocata. Il pretesto era che non era adeguato a coprire tutti i suoni della lingua mongola, ma le ragioni erano probabilmente politiche. Poco tempo dopo fu adottato l'alfabeto cirillico in maniera quasi simultanea con buona parte delle repubbliche sovietiche.

## Caratteri
A B C Ç D E F G H I J K L M N O Ө P R S Ş T U V Y Z Ƶ

### Esempio
Manai ulasiin niislel koto Ulaanbaatar bol 80.000 şakam kyntei, ulasiin olon niitiin, aƶi akuin tөb gazaruud oroşison jikeeken oron bolno.
Tus ulasiin dotoroos garka tyykii zuiliig bolbosruulka aƶi yildberiin gazaruudiig baiguulka ni çukala.